# Буджацька орда

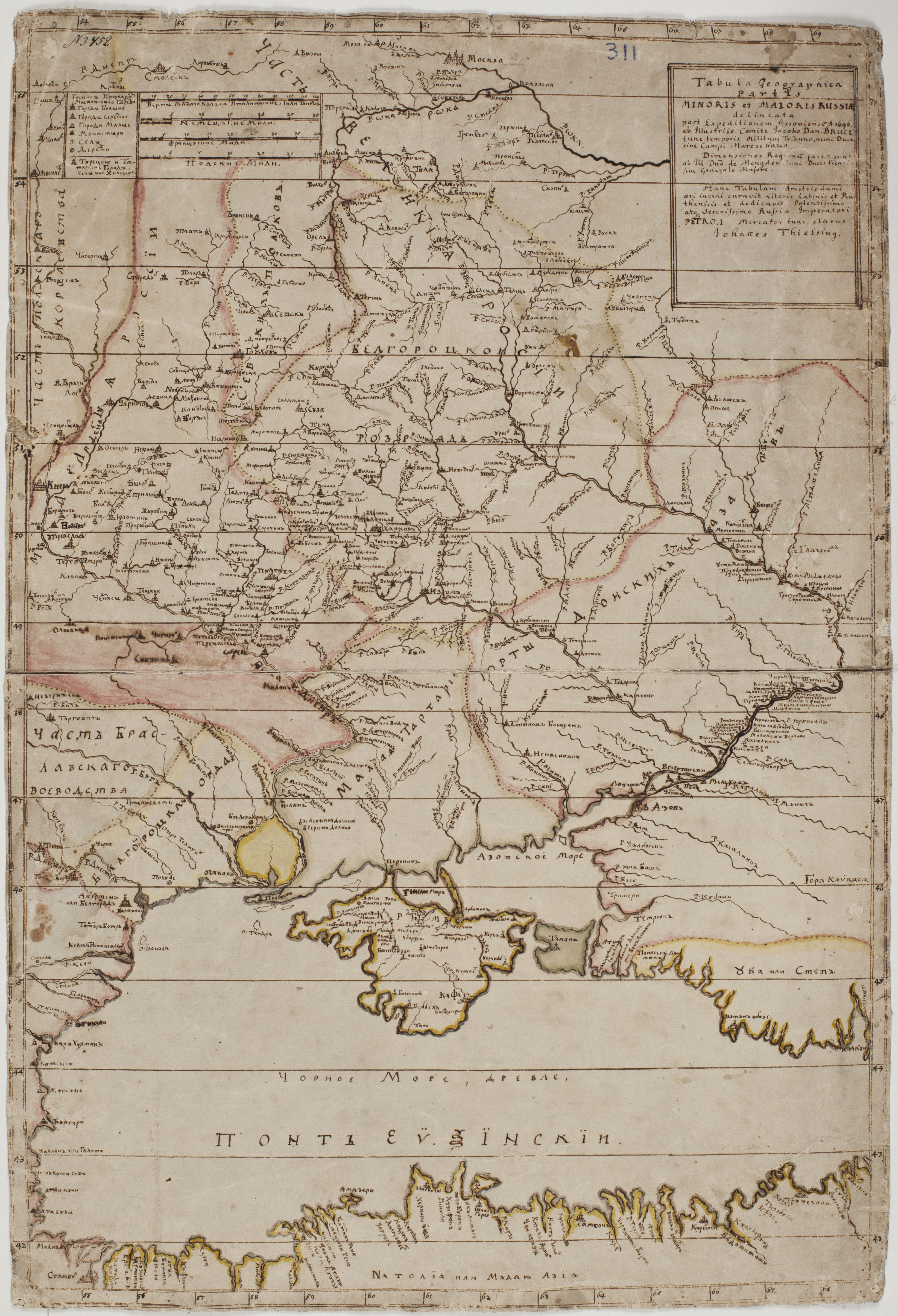
Білгородська орда на карті, складеній після Азовського походу 1696 р. (автор БРЮС Як. Вілімович)

Буджа́цька орда́ (Орда малих ногаїв, Білгородська орда, Добруджська орда) — об'єднання напівкочових ногайських племен, що сформувалося у 2-му десятиріччі 14 столітті та зайняло степи між гирлами Дністра й Дунаю від Білгорода (нині Білгород-Дністровський) до Кілії. Степи сягали понад 200 км довжини і близько 150 км ширини. Наприкінці 15 століття ця територія потрапила під владу Османської імперії.
1569 року із прикаспійських степів до Білгородської орди переселилося 30 тисяч астрахансько-ногайських родин, яких з часом стали називати буджацькими татарами.
Білгородська орда дістала назву від міста Білгорода (тепер — Білгород-Дністровський). Кочувала в південноукраїнських степах між гирлами Дністра й Дунаю. Заснована тюркськими кочовиками — ногайськими татарами (20 000—30 000 чоловік).
Головний напрям господарства — екстенсивне скотарство. Великий прибуток давала торгівля бранцями, заради чого орда постійно здійснювала напади на Україну й Польщу та південь Московії, продаючи в неволю захоплених у полон людей. Проти Білгородської орди ходили в походи запорозькі козаки. У 20-х роках XVII століття Білгородська орда переходить у підданство Османської імперії.
На початку 1711 р. орда бере участь у поході гетьмана Пилипа Орлика на Правобережну Україну проти російської влади. Але, не витримавши важких умов, татари зрадили гетьмана, що призвело до невдачі всього походу.
У 1770 році, після завоювання Південної України і Молдавського князівства російськими військами, Білгородська орда перейшла під протекторат Російської імперії. Більшість кочовиків царський уряд переселив у приазовські степи між річкою Кам'янкою і містом Азовом відповідно до Карасубазарського трактату, ліквідувавши цим Білгородську орду.